# Eusthenia reticulata
Eusthenia reticulata är en bäcksländeart som först beskrevs av Tillyard 1921.  Eusthenia reticulata ingår i släktet Eusthenia och familjen Eustheniidae. Inga underarter finns listade i Catalogue of Life.